# Кельда
Кельда (англ. Kelda), справжнє ім'я Кельда Буревісниця (англ. Kelda Stormrider) — вигадана персонажка, що з'являється в коміксах американського видавництва Marvel Comics. Вона є асґардійкою й уперше з'являється в коміксі «Thor» (том 3) #6 (лютий 2008).
Кельда — оригінальне творіння Джозефа Майкла Стражинськи, а не заснованою на германо-скандинавській міфології, як більшість персонажів Асґарду.

## Вигадана біографія
До подій Раґнарока про Кельду відомо небагато, вона одна з багатьох асґардійців, яких Тор повернув до життя після того, як відтворив Асґард в Оклахомі. Вперше її бачать гуляючою на самоті, насолоджуючись оклахомською ніччю, де вона знайомиться з Біллом, кухарем у місцевій забігайлівці. Пізніше Білл відвідує Кельду в Асґарді, пара швидко закохується і закріплює свої стосунки.
Після того, як Локі успішно вигнав Тора з Асґарду, він маніпулює Бальдром, тепер уже королем, щоб той перевів Асґард до Латверії. Потім Кельда повідомляє Біллу, що хоче піти зі своїм народом і Білл вирішує піти з нею. У Латверії Білл розуміє, що Локі обдурив Бальдра, щоб той перевів Асґард до будинку Доктора Дума й попереджає його про свої підозри, які підслухали троє з послідовників Локі. Вони йдуть за Біллом на вулицю та стикаються з ним, коли з'являється Кельда і викликає спис, зроблений з льоду зимового шторму, щоб захистити Білла. Вона каже трьом, що спис отруйний і один поріз може вбити, що змушує їх тікати.
Після сутички у Білла виникають підозри, і, знаючи, що вона не може приборкати його цікавість, Кельда дає Біллу меч і каже йому йти на розслідування. Діставшись до замку Дума, Білл шпигує за Локі й Думом, які проводять експерименти над викраденим асґардійцем. Відчувши Білла, Локі посилає своїх послідовників вбити його. Бальдер прибуває на місце події якраз тоді, коли Білла смертельно поранено та вбиває нападників Білла. Бальдер забирає тіло Білла назад до свого табору, де Кельда дізнається про смерть свого коханого.
Розлючена Кельда вривається до Замку Дума й після короткої перепалки з лиходієм вбиває його блискавкою. Однак це виявляється лише приманкою для роботів. Кельда йде по кабелю живлення від приманки в замок, де на неї нападає справжній Доктор Дум. Дум розповідає Кельді, що він використовує силу асґардійців для створення власної безсмертної армії, а потім вбиває її, видаливши серце.
Тим часом Бальдер збирає свою армію для облоги Замку Дума. Локі також потрапляє до табору асґардійців, щоб заявити про свою невинуватість у попередніх подіях, але його заарештовують. Асґардійці пробиваються до замку, де їх зустрічає нова армія Дума, синтез викрадених асґардійців і машин. Тор, почувши заклик асґардійців до зброї, прибуває і вступає в бій. Дум, якому більше не потрібна Кельда, кидає її тіло воїнам. Локі каже Бальдру, що може оживити її, якщо отримає її серце. Бальдер погоджується і звільняє Локі. Тор зголошується витягти серце із замку, але його зупиняє власна версія броні Руйнівника, створена Думом. Тоді за справу береться Бальдер і знаходить серце, а також понівечені тіла інших асґардійців, які використовуються для живлення Руйнівника. Бальдер добиває понівечених асґардійців, послаблюючи таким чином броню, що дозволяє Тору знищити її. Він приносить серце Локі, який потім може оживити Кельду.

## Сили й вміння
Кельда володіє силами, спільними для всіх асґардійців, включаючи підвищену силу, витривалість і довголіття (завдяки періодичному споживанню золотих яблук Ідунн).
Кельда також має силу маніпулювати погодою. У «Thor» # 602 Кельда заявила, що контролює «вітер і бурю» і викликала отруйний крижаний спис із зимового шторму. У «Thor Giant-Sized Finale» вона розкрила своє ім'я Кельда Буревісниця й продемонструвала силу польоту, перетворивши нижню частину свого тіла на торнадо. У «Thor» #604 Кельда викликала грозу і згенерувала блискавку, щоб знищити роботизованого двійника Доктора Дума.